# Řehoř z Montelonga
Řehoř z Montelonga (italsky Gregorio di Montelongo, * kolem roku 1200, Ferentino, - † 1269) byl italský vojevůdce a aquilejský patriarcha.

## Život
Působil od roku 1238 jako papežský legát v Lombardsku, kde vedl welfskou koalici proti císaři Bedřichovi II. V roce 1247 byl vyslán k papeži Inocentovi IV. do Parmy, aby zde řídil obranu města proti císařským obléhatelům.
Roku 1251 byl jmenován do funkce aquilejského patriarchy, ale vysvěcen v této funkci byl až o pět let později. Po smrti císaře Bedřicha II. se postavil do čela protištaufské strany na odpor také proti jeho následníkovi, Konrádu IV. Později bojoval také proti vnukovi českého krále Oldřichu III. Korutanskému či Albrechtu I. Tyrolskému, účastníkovi bitvy na Moravském poli. Hrabě Albrecht Tyrolský 20. července 1267 Řehoře překvapil v jeho sídle ve Villanova dello Judrio a odtud ho polonahého unesl. Teprve poté, co přislíbil podepsat mírovou dohodu byl na zásah papeže po intervenci českého krále Přemysla Otakara II. propuštěn. Řehoř se chystal k novému boji, zemřel však dříve, než stihl svůj plán uskutečnit.